# Убийственная поездка
«Убийственная поездка» (англ. Roadkill) — фэнтезийный фильм ужасов производства телеканала SyFy с Кейси Барнфилд, Оливером Джеймсом, Дьярмуид Нойесом и Стивеном Ри в главных ролях. Съёмки начались в июле 2010 года и прошли в Ирландии. Премьера состоялась 23 апреля 2011 года на американском телевидении. В России картина также известна под названием «Убийственная дорога». На DVD фильм вышел 30 августа 2011 года.
«Убийственная поездка» является 24 фильмом из серии Maneater, фильмов ужасов о природных существах.

## Сюжет
Группа молодых людей решает совершить путешествие по Ирландии. Они собираются вместе и едут в фургоне одного из них. Сначала путешествие идёт хорошо, но однажды ребята случайно сбивают пожилую цыганку. Они стараются помочь ей, но женщина умирает у них на руках. Однако перед смертью она успевает произнести проклятие в адрес ребят. Молодые люди едут дальше. Все постепенно оправляются от шока. Но вскоре весёлая и интересная поначалу поездка превращается в кровавый кошмар. Молодых людей начинает преследовать гигантская птица, описанная в легендах о Синдбаде под именем Симарок (Рух). Один за другим они погибают от когтей этой твари, похожей на ископаемого гасторниса и орла одновременно. Ребята отчаянно борются за выживание, но птица не успокоится, пока не истребит всех, кто причастен к гибели цыганки.

## В ролях
| Актёр               | Роль   |
| ------------------- | ------ |
| Кейси Барнфилд      | Кейт   |
| Оливер Джеймс       | Райан  |
| Дьярмуид Нойес      | Чак    |
| Элиза Беннетт       | Хейли  |
| Колин Мехер         | Джоел  |
| Кобна Холдбрук-Смит | Томми  |
| Нед Деннехи         | Лука   |
| Рошин Мёрфи         | Анита  |
| Ив Маклин           | Дрина  |
| Стивен Ри           | Шеймус |